# Prien am Chiemsee

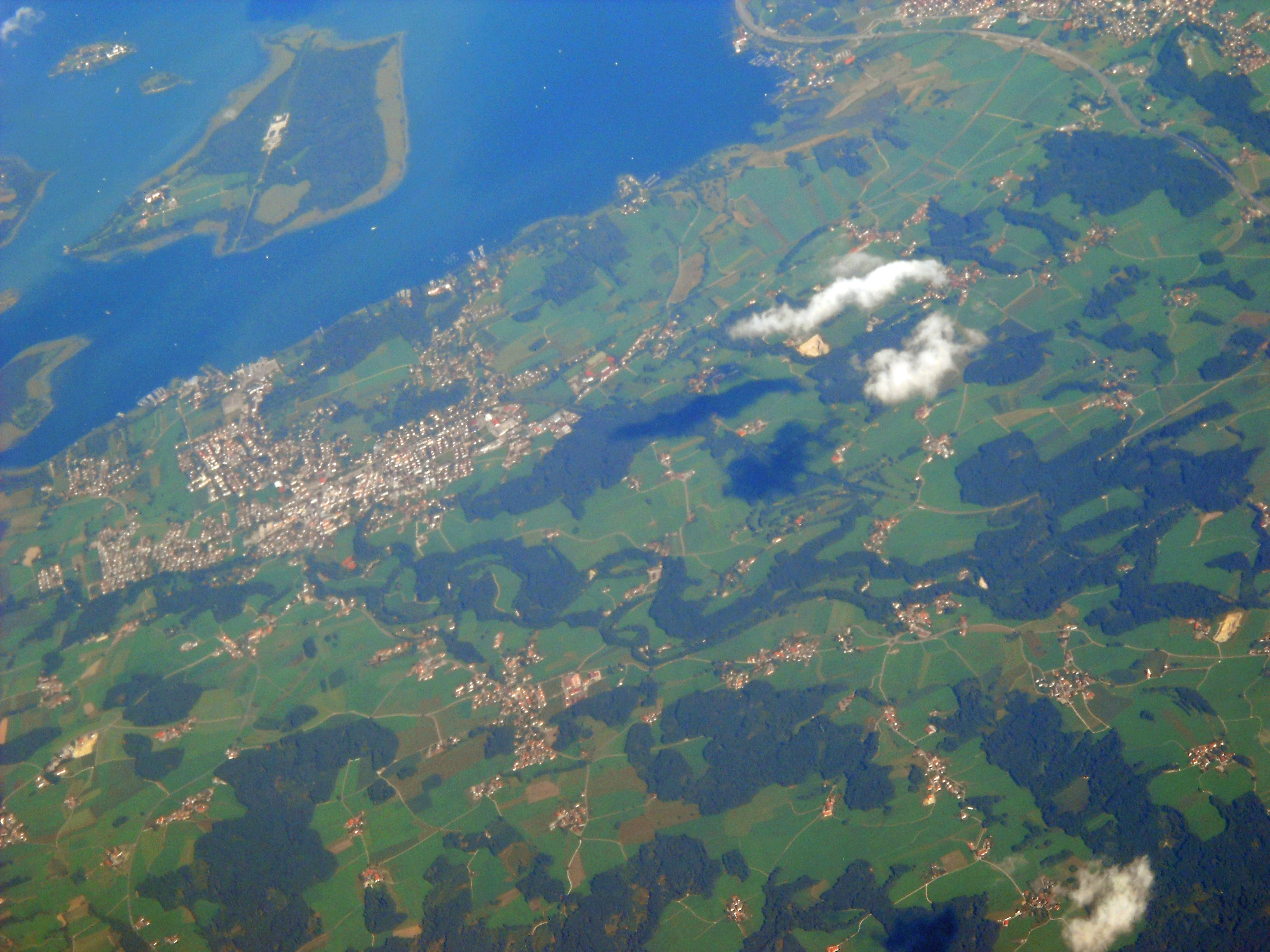
Prien und Prien-Stock mit der Insel Herrenchiemsee im Chiemsee aus der Luft

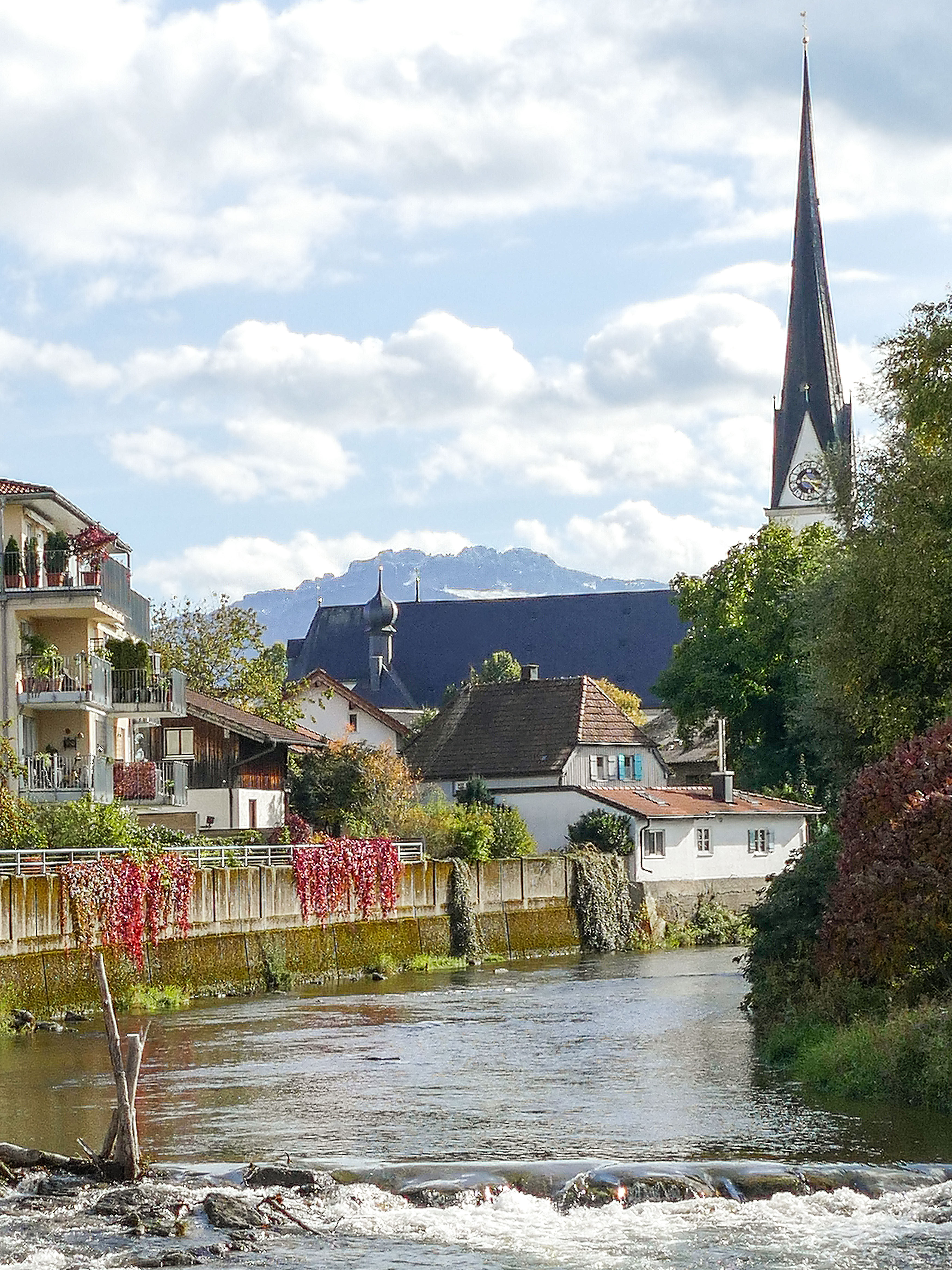
Der Wildbach Prien gab dem Ort Prien am Chiemsee seinen Namen. Im Ortskern die Pfarrkirche Mariä Himmelfahrt. Im Hintergrund die Kampenwand

Prien am Chiemsee (amtlich: Prien a.Chiemsee, hochdeutsch [priːn], bairisch [breˑɐ̯̃n]) ist ein Markt im oberbayerischen Landkreis Rosenheim. Der Luftkurort und Kneippkurort liegt direkt am Chiemsee. 

## Geographie

### Gemeindegliederung
Es gibt 36 Gemeindeteile (in Klammern ist der Siedlungstyp angegeben):
- Arbing (Weiler)
- Atzing (Dorf)
- Au (Einöde)
- Bachham (Dorf)
- Bauernberg (Weiler)
- Duft (Einöde)
- Egerndorf (Einöde)
- Elperting (Weiler)
- Ernsdorf (Dorf)
- Gaishacken (Weiler)
- Griebling (Einöde)
- Harlach (Einöde)
- Harras (Dorf)
- Hoherting (Weiler)
- Hub (Weiler)
- Irgarting (Einöde)
- Kaltenbach (Weiler)
- Kumpfmühle (Weiler)
- Leiten (Weiler)
- Mailing (Einöde)
- Mitterweg (Einöde)
- Mühlthal (Einöde)
- Munzing (Einöde)
- Mupferting (Einöde)
- Osternach (Dorf)
- Prien a.Chiemsee (Hauptort)
- Prutdorf (Dorf)
- Schmieding (Weiler)
- Schöllkopf (Einöde)
- Siegharting (Weiler)
- Siggenham (Dorf)
- Stetten (Weiler)
- Trautersdorf (Dorf)
- Urschalling (Kirchdorf)
- Vachendorf (Dorf)
- Westernach (Siedlung)

### Natur
Folgende Schutzgebiete berühren das Gemeindegebiet:
- Landschaftsschutzgebiet Inschutznahme des Prientales als LSG (LSG-00134.01)
- Landschaftsschutzgebiet Inschutznahme der Thalkirchner Achen und ihrer Umgebung als LSG (LSG-00147.01)
- Landschaftsschutzgebiet Schutz des Chiemsees, seiner Inseln und Ufergebiete in den Landkreisen Rosenheim und Traunstein als LSG („Chiemsee-Schutzverordnung“) (LSG-00396.01)
- Fauna-Flora-Habitat-Gebiet Chiemsee (8140-372)
- Vogelschutzgebiet (Vogelschutzrichtlinie der EU) Chiemseegebiet mit Alz (8140-471)

## Geschichte

### Kelten- und Römerzeit
Der Name Prien ist keltischer Herkunft, nach Albrecht Greule abgeleitet von Brīvena (=Brückenort). Im Ortsteil Trautersdorf sind Spuren einer römischen Siedlung nachweisbar.

### Mittelalter bis zur Gemeindegründung

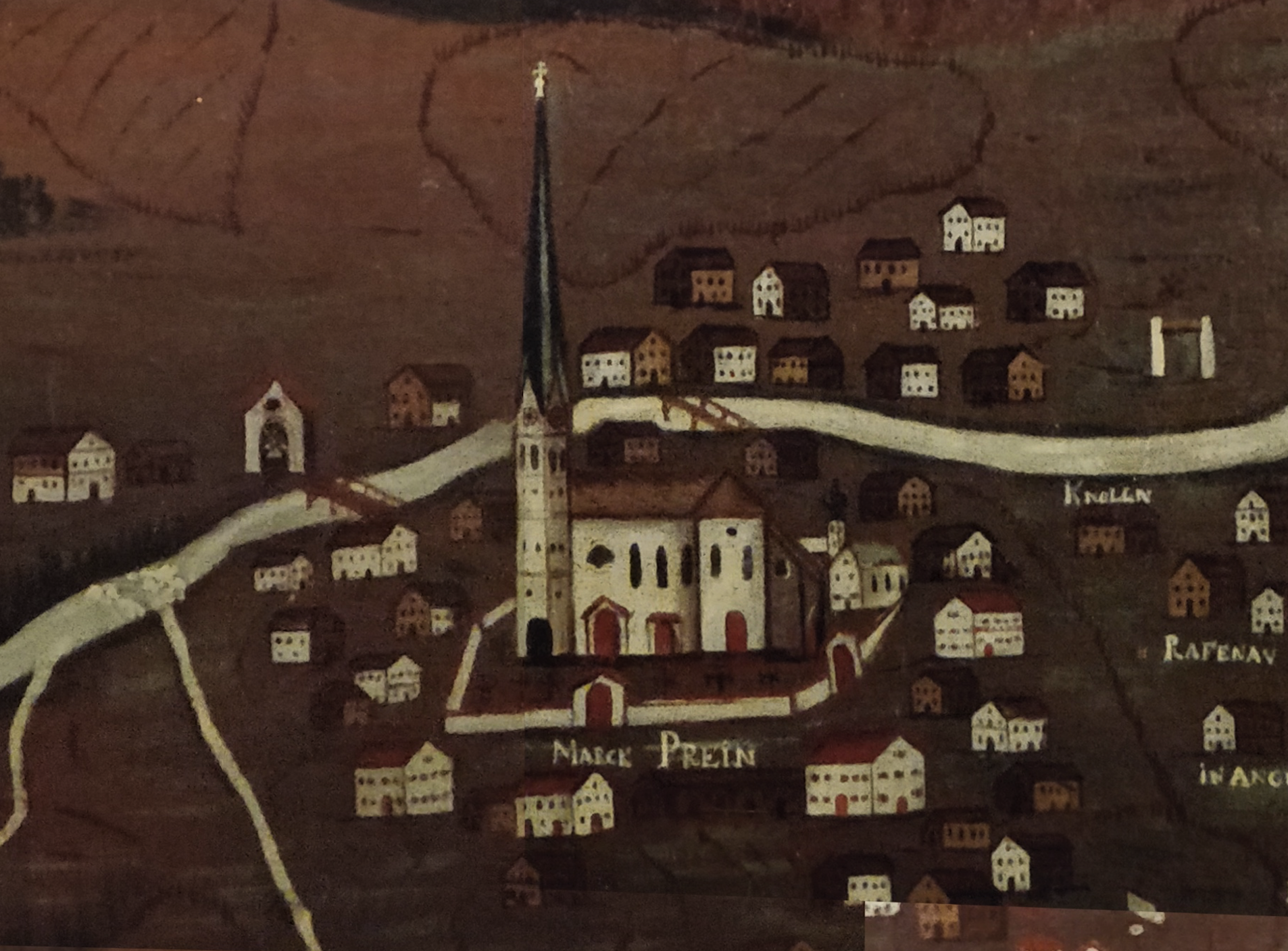
Prien auf einer historischen Karte. Deutlich zu erkennen die Taufkapelle, zwei Brücken über die Prien und der Gemeindeteil hinter der Prien.

Der heutige Gemeindeteil Trautersdorf ist als Siedlung für das Frühmittelalter nachweisbar, Prien selbst wurde in der Mitte des 12. Jahrhunderts (um 1158), als Verwaltungsort der Grafen von Falkenstein gegründet. Es war Pfarrei des Bistums Chiemsee. Nach dem Niedergang der Falkensteiner war es Teil der Herrschaft Wildenwart und der Herrschaft Hohenaschau; es war Ort einer Gerichtsschranne. Im Zuge der Verwaltungsreformen in Bayern 1818 wurde Prien am Chiemsee eine selbständige politische Gemeinde.

### 19.bis 21.Jahrhundert

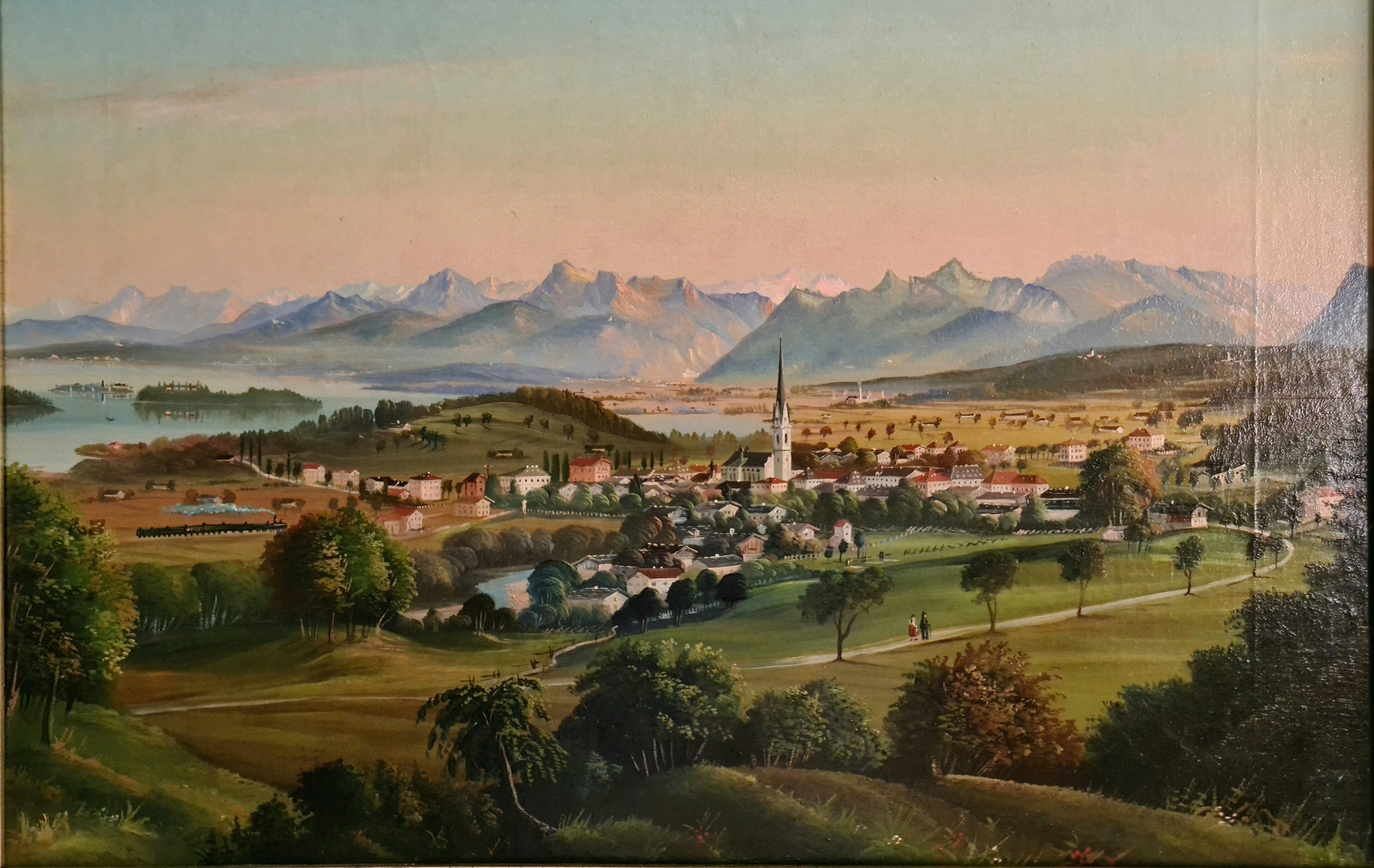
Ansicht von Prien um 1865/80 (Gemälde im Heimatmuseum)

Priens Ortskern um 1895 im Modell des Heimatmuseums

Mit der Eröffnung der Bahnstrecke Rosenheim–Salzburg im Jahre 1860 und der allgemeinen Öffnung des Königsschlosses Herrenchiemsee 1886 wurde das Zeitalter des Fremdenverkehrs eingeläutet. Die Chiemsee-Schifffahrt, deren Haupthafen Prien ist, wurde ausgebaut, Hotels und Fremdenpensionen entstanden, und zahlreiche Städter erbauten sich ihre Sommervillen rund um den 1897 zum Markt erhobenen Ort. Den Bahnhof und den in Prien-Stock gelegenen Hafen verbindet noch die 1887 erbaute und in der Hauptsaison zeitweise mit Dampf betriebene Chiemsee-Bahn.
1944 wurde aus Luftschutzgründen das Hauptamt SS-Gericht (das oberste Gericht der SS) von München nach Prien verlegt und nahm im Hotel Kronprinz sein Ausweichquartier.
1948 fand auf der vor Prien-Stock gelegenen Herreninsel der Verfassungskonvent auf Herrenchiemsee statt, auf dem das Grundgesetz der Bundesrepublik Deutschland erarbeitet wurde.
Prien war auch von 1813 bis 1959 ein Gerichtsort, erst ein gräflich-preysingsches Herrschaftsgericht, dann ein Land- bzw. Amtsgericht.

#### Das Jüdische Kinderlager Prien
Unter den Tausenden von Displaced Persons nach dem Ende des Zweiten Weltkriegs befanden sich auch viele Kinder ohne Eltern oder Verwandte. Für sie wurden von den US-amerikanischen Besatzungsbehörden über zwei Dutzend Children’s Centers eingerichtet, darunter auch in Prien. Untergebracht im Strandhotel, bestand das Camp vom Juli 1946 bis zum Oktober 1948. Seine ersten Bewohner waren Kinder und ihre Betreuer, die zuvor im Kloster Indersdorf betreut worden waren.
In den beiden Anfangsmonaten nur mit etwas mehr als 60 Kindern und Jugendlichen belegt, wuchs deren Zahl auf 269 im September 1947. Im Oktober 1948 waren es noch 73. „Das Children’s Center stand allen politisch oder rassisch verfolgten Kindern offen. Von September 1946 bis zur Schließung im Herbst 1948 wurde das Haus jedoch mehr oder weniger als jüdische Einrichtung geführt.“ Allerdings nicht als zionistische Einrichtung:

„In Prien waren jüdische nicht-zionistische Gruppierungen, wie das American Jewish Joint Distribution Committee, die englische Jewish Relief Unit und der Canadian Jewish Congress dominierend, so dass die dort lebenden Jugendlichen versuchten, in die USA oder nach Kanada auszuwandern.“

Für die Kinder und Jugendlichen gab es einen Sport-Club, eine Volks- und eine Berufsschule. Daneben bestanden eine Religionsschule, die Talmud Torah Schule, und eine koschere Küche.

### Eingemeindungen
Im Zuge der Gebietsreform in Bayern wurden am 1. Mai 1978 Teile der aufgelösten Gemeinden Hittenkirchen und Wildenwart eingegliedert.

### Einwohnerentwicklung
Zwischen 1988 und 2018 wuchs der Markt von 8.719 auf 10.789 um 2.070 Einwohner bzw. um 23,7 %.

## Politik

### Marktgemeinderat
24 ehrenamtliche Gemeinderäte bilden zusammen mit dem hauptamtlichen Ersten Bürgermeister den Marktgemeinderat von Prien. Nach der Wahl vom 15. März 2020 setzt er sich so zusammen:
| Partei                                   | Sitze |
| ---------------------------------------- | ----- |
| CSU                                      | 09    |
| Grüne                                    | 05    |
| Überparteiliche Wählergemeinschaft (ÜWG) | 04    |
| Bürger für Prien (BfP)                   | 02    |
| SPD                                      | 01    |
| Freie Priener e. V.                      | 01    |
| Freie Wähler                             | 01    |
| AfD                                      | 01    |

### Bürgermeister
Erster Bürgermeister ist Andreas Friedrich (ÜWG). Er ist seit 1. Mai 2020 im Amt.

### Wappen
Seit 1903 führt die Marktgemeinde ein eigenes Wappen, ursprünglich verliehen durch Prinzregent Luitpold von Bayern. Dieses Wappen enthielt die Hl. Katharina von Alexandria, ihre rechte Hand auf einen Schild stützend, der auf blauem Grund einen goldenen Falken zeigte. Der Markt Prien hat im Jahr 1958 aufgehört dieses Wappen zu führen und verwendete fortan lediglich den Schild als Gemeindewappen, allerdings ohne amtliche Genehmigung. 1967 musste die Gemeinde daher die Frage des Wappens formal klären und entschied sich für eine Neufassung ohne Schildhalter, die sie seit 1968 offiziell führt. Es wird wie folgt beschrieben:

„In Blau eine eingeschweifte goldene Spitze, darin ein unterhalbes, zerbrochenes blaues Rad; vorne ein links gewendeter, rot bewehrter goldener Falke, hinten zwei wachsende, schräg gekreuzte goldene Abtstäbe mit abgewendeten Krümmen.“

Das zerbrochene Rad weist auf die Marktpatronin Katharina von Alexandrien hin, der Falke erinnert an die weltliche Herrschaft der Falkensteiner Grafen über Prien, während die Abtstäbe auf die kirchliche Obrigkeit des Augustiner Chorherrenstiftes Herrenchiemsee deuten. Die Pröpste von Herrenchiemsee als Archidiakone von Chiemsee und Salzburg führten als einzige Prälaten in Bayern zwei Abtstäbe im Wappen.

### Gemeindepartnerschaften
Die Gemeinde unterhält Partnerschaften mit dem französischen Graulhet (seit 1971) und dem italienischen Valdagno (seit 1987). Mit dem ungarischen Kisvárda besteht eine freundliche Verbindung ohne formalisierten Partnerschaftsvertrag.

## Wirtschaft und Infrastruktur
Den Luftkurort und einzigen Kneippkurort Oberbayerns prägt vor allem der Fremdenverkehr. Darüber hinaus sind in Prien eine Reihe von Gesundheitseinrichtungen und Kliniken ansässig, zum Beispiel eine der Landkreis-eigenen RoMed Krankenhäuser oder der Medical Park Prien Kronprinz, an dem der Markt Prien mit 44,2 % beteiligt ist. Prien ist zudem Sitz der Unternehmensgruppe Schön Klinik.
In Prien entstand 2003 auf Initiative eines Schülerprojektes der Freien Waldorfschule Chiemgau die Regionalwährung „Chiemgauer“, die mittlerweile in der gesamten Region – das sind die Landkreise Rosenheim und Traunstein – mit Erfolg benutzt wird.

### Verkehr

#### Straßenverkehr
Durch die Gemeinde Prien am Chiemsee verläuft die Staatsstraße 2092, die Prien am Chiemsee mit Rosenheim und weiteren Nachbargemeinden wie Bernau am Chiemsee verbindet. Ebenfalls über die Staatsstraße, in circa drei Kilometer von der Ortsmitte von Prien am Chiemsee entfernt, ist die Autobahnausfahrt Bernau am Chiemsee der Bundesautobahn 8 erreichbar. Über die Bundesautobahn ist München und Salzburg erreichbar.
Im nordwestlichen Gemeindegebiet verläuft ferner die Staatsstraße 2093, die Prien nach Westen hin über Wildenwart mit Frasdorf und nach Nordosten hin über Rimsting mit Breitbrunn, Gstadt und Seebruck verbindet. Der Weg nach Frasdorf führt zu einer alternativen Anschlussstelle der A 8.

#### Schienenverkehr

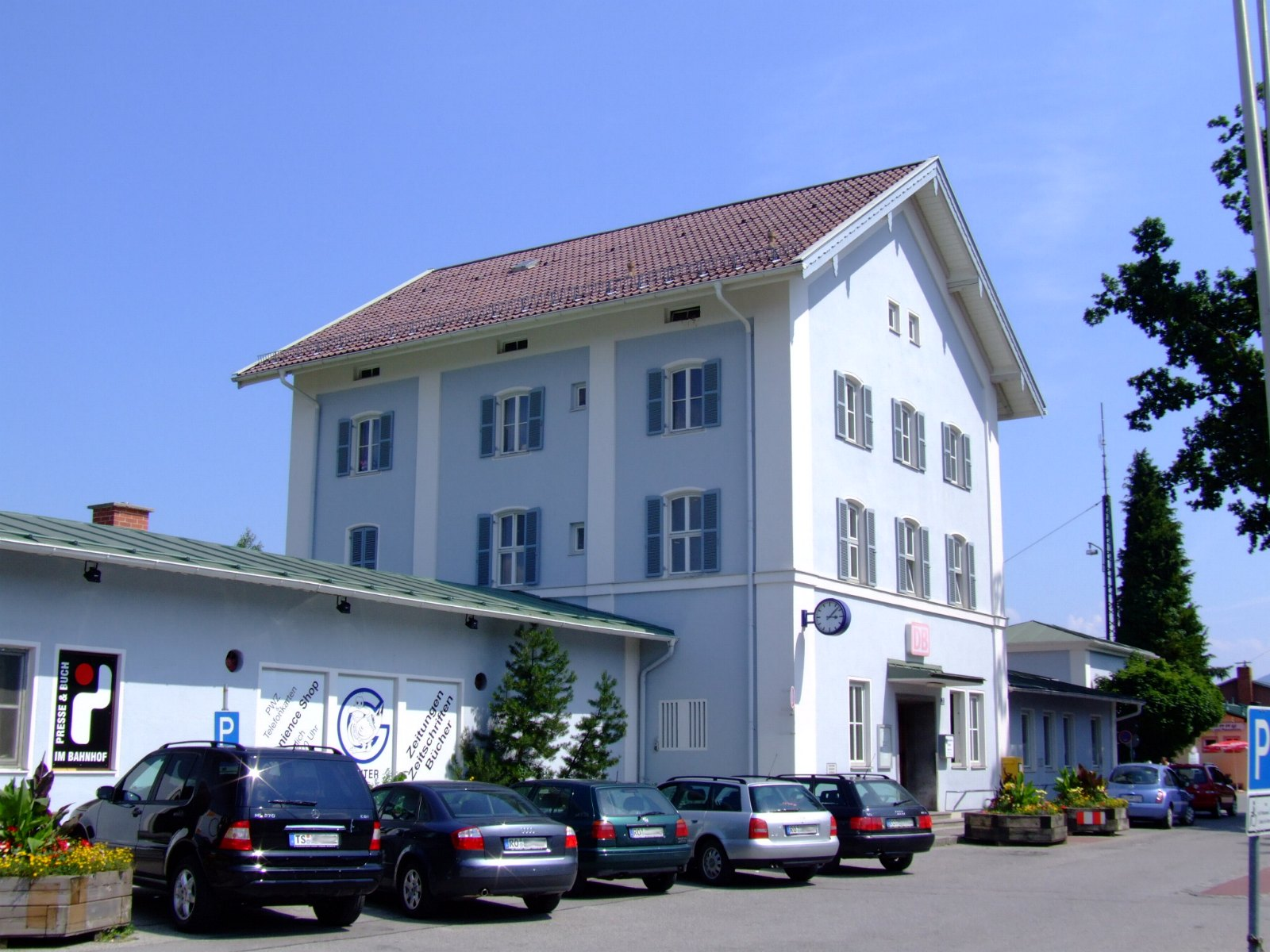
Gebäude des Bahnhofs von Prien am Chiemsee

Durch die Gemeinde Prien am Chiemsee verlaufen drei Bahnstrecken. Die Bahnstrecke Rosenheim–Salzburg stellt seit 1860 eine Verbindung nach München, Rosenheim und Salzburg her. Die 1878 in Betrieb genommene Chiemgaubahn verbindet Prien mit Aschau im Chiemgau. Die Chiemsee-Bahn verläuft zum Priener Hafen. Sie ist eine Museumsbahn. Alle Bahnstrecken beginnen am oder führen durch den Bahnhof Prien a Chiemsee. Des Weiteren gibt es den Bahnhof Prien-Stock an der Chiemsee-Bahn sowie die Haltepunkte Urschalling und Vachendorf an der Chiemgaubahn. Der Bahnhof Prien am Chiemsee besitzt vier Bahnsteiggleise: Einen Hausbahnsteig und einen Mittelbahnsteig. Ein Gleis ist ein Stumpfgleis für die Chiemgaubahn, welches am Hausbahnsteig liegt. Für die Chiemsee-Bahn gibt es einen eigenen zweigleisigen Bahnhofsteil, da diese eine Schmalspurbahn ist. Die Haltepunkte Vachendorf und Urschalling besitzen jeweils einen Seitenbahnsteig am Streckengleis. Der Bahnhof Prien-Stock besitzt umfangreichere Gleisanlagen, da dort die Schmalspurbahnfahrzeuge unter anderem gewartet werden.
Der Bahnhof Prien a Chiemsee wird im Stundentakt von Regionalexpresszügen der Relation München–Rosenheim–Bad Endorf–Traunstein–Freilassing–Salzburg bedient. Diese sind FLIRT-3-Triebwagen. Auf der Chiemgaubahn nach Aschau im Chiemgau verkehren im Stundentakt Regionalbahnen der Baureihe 628. Die Haltepunkte Urschalling und Vachendorf werden nur bei Bedarf bedient. Auf der Chiemsee-Bahn werden im Sommer ungefähr im Stundentakt Dampfzüge eingesetzt.

#### Busverkehr
In der Gemeinde verkehren acht Buslinien der Regionalverkehr Oberbayern (RVO). Diese verbinden Prien mit Bernau am Chiemsee, Frasdorf, Rosenheim, Stephanskirchen, Bad Endorf, Gstadt am Chiemsee, Wasserburg am Inn, Halfing, Schonstett, Rimsting, Rohrdorf, Riedering, Söllhuben, Marquartstein, Reit im Winkl, Prutting, Eggstätt, Breitbrunn am Chiemsee, Seebruck, Traunstein, und Chieming. Außerdem verkehrt ein Ortsverkehr innerhalb von Prien.
Zusätzlich ist Prien Teil des Versorgungsgebiets des „Bürgerbus Chiemsee“, einem ehrenamtlichen Service, welcher die Orte der Chiemgauer Seenplatte ganzjährig untereinander verbindet.

### Bildungseinrichtungen
- Franziska-Hager-Grundschule[22]
- Franziska-Hager-Mittelschule[23]
- Kampenwand-Schule, Sonderpädagogisches Förderzentrum[24]
- kommunale Realschule Prien[25]
- Chiemsee-Realschule, staatliche Realschule Prien[26]
- Ludwig-Thoma-Gymnasium Prien[27]
- Freie Waldorfschule Chiemgau[28]
- Volkshochschule Chiemsee e. V.[29]
- Musikschule Prien[30]
- Sprachen-Institut von Rothkirch e. K.

### Freizeit- und Sportanlagen
- Prienavera – Erlebnisbad[31]
- Sportplatz (Fußball, Basketball, Leichtathletik, Skateboard, Trendsportarten)
- Chiemsee Golf Club Prien
- Eichental (Trimm-dich-Parcours,[32] Wanderwege, Tennis, Schießsport)
- drei Kneippbecken (Feßler-Weiher in Nähe des Sees, im Kleinen Kurpark im Ortszentrum und im Naturpark Eichental)
- bedachtes Kneippbecken im Prienavera
- Priener Kneippweg vom Chiemsee durch den historischen Ortskern bis zum Eichental (3,5 km)
- Barfußweg in der Kneippanlage Eichental
- Kräutergarten am Heimatmuseum
- Klettergarten, Harrasser Straße, am See
- freie Badeplätze mit Kiosk, Liegestuhl- und Sonnenschirmverleih
- Minigolfplatz in Nähe des Sees
- Segel-, Ruder-, Kajakclubs am See

## Kultur und Sehenswürdigkeiten

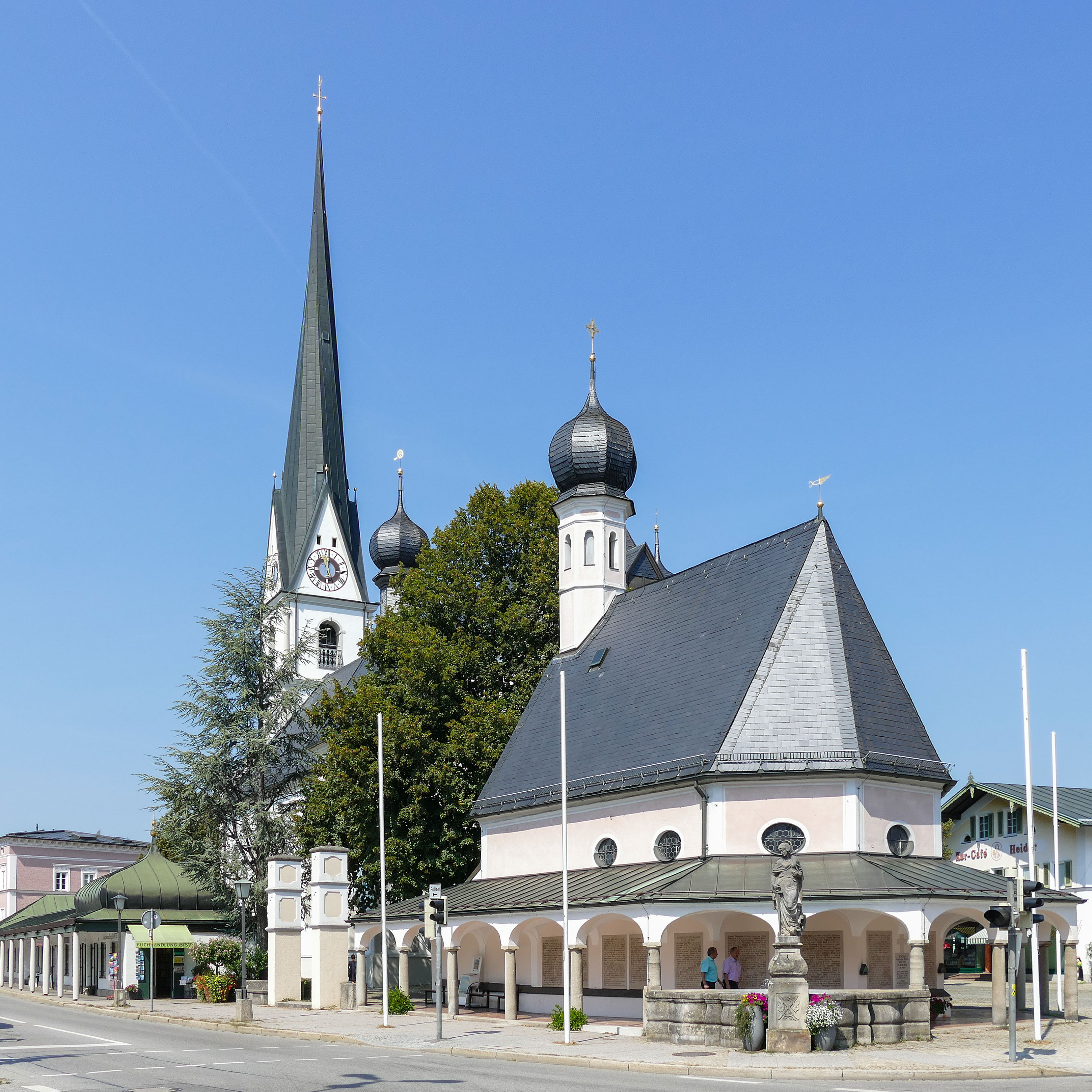
Pfarrkirche Mariä Himmelfahrt, Taufkapelle und Statue der Schutzpatronin, der Heiligen Katharina von Alexandrien auf dem Marktbrunnen

Prien blickt auf eine enge Verbundenheit mit der bildenden Kunst. In den Räumen des nach dem Zweiten Weltkrieg leerstehenden Amtsgerichtsgebäudes wurde am 5. August 1945 die erste freie Kunstausstellung nach dem Ende der nationalsozialistischen Herrschaft und die erste Ausstellung moderner Kunst in Deutschland überhaupt eröffnet. Die Presse schreibt:

„… Prien fing die von allen Seiten heranrollenden Lastautos auf, der Menschenstrom flutete zum alten Amtsgericht. Das weiße Haus trug nichts als ein Transparent: Kunstausstellung. Der erste deutsche Kunstausstellung auf bayerischen boden seit dem Zusammenbruch des Nationalsozialismus wurde in einem Rahmen eröffnet, dessen Einfachheit und Unbetontheit gerade den Inhalt klar herausstellte: Qualität, Echtheit, künstlerische Wahrheit …“

In gleicher Weise fanden auch in den Jahren 1946 und 1947 Ausstellungen in Prien statt.

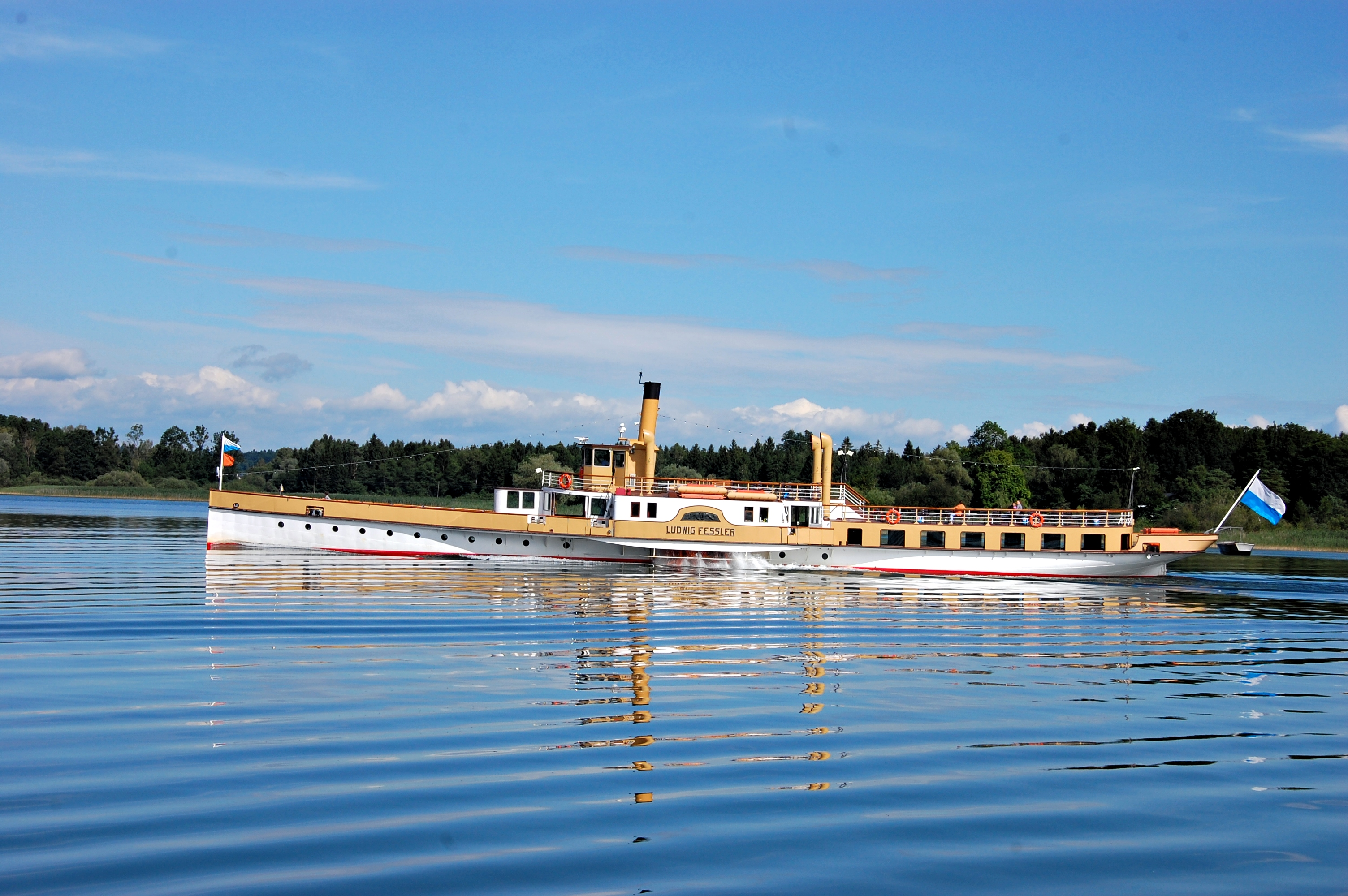
Raddampfer „Ludwig Fessler“ der Chiemsee-Schifffahrt

- Bedeutendstes historisches Baudenkmal ist die Kirche St. Jakobus in dem Dorf Urschalling mit Fresken aus dem 14. Jahrhundert
- Römisch-katholische Pfarrkirche Mariä Himmelfahrt, 1734–1738 in barockem Stil neu errichtet, Stuck und Deckengemälde (Seeschlacht von Lepanto) von Johann Baptist Zimmermann mit Orgel von Gerald Woehl (1995), dazu Taufkapelle
- Neuapostolische Kirche in Prien[35]
- Standbild der Hl. Katharina, von dem Münchener Bildhauer Friedrich Lommel, auf dem Kriegerdenkmal 1914–1918, auf dem Marktplatz
- Chiemsee-Bahn – Seit 1887 verkehrt in Prien am Chiemsee zwischen dem heutigen Bahnhof und dem Hafen am Chiemsee (Prien/Stock) auf einer Streckenlänge von 1,8 km die Chiemsee-Bahn. Der Betrieb der Schmalspurbahn läuft bis dato mit Originalwagen und der Lokomotive von 1887. Sie ist ein Kulturdenkmal aufgrund des Bayerischen Denkmalschutzgesetzes.
- Hafen Chiemseeschifffahrt – Der Hafen in Prien/Stock ist der Haupthafen am Chiemsee. Der Hafen ist durch die Chiemsee-Bahn mit dem Bahnhof von Prien am Chiemsee verbunden. Bekanntestes Schiff der Chiemsee-Schifffahrt Ludwig-Feßler KG ist der Schaufelraddampfer Ludwig Fessler aus dem Jahr 1926, der immer noch im Einsatz ist.
- Skulpturen – In der Fußgängerzone steht eine Bronzefigur „der neue Adam“ von Prof. Heinrich Kirchner (12. Mai 1902 bis 3. März 1984)
- Eine großformatige Bronzeplastik von Marianne Lüdicke als Teil ihrer Brunnenanlage auf den Rathausvorplatz („Begegnungen“, 1983)
- In den 1870er Jahren sorgte in Prien ein Kriegerdenkmal in Form einer Nike-Statue für Aufsehen: Einem vor Ort eingesetzten Kooperator missfiel die nackte Brust der Statue, sodass ein von ihm bestochener Schmied diese heimlich wegfeilte. Aufgrund dieses Vorfalls erhielten die Priener damals den Spitznamen Duttenfeiler (Dutte, bairisch für weibliche Brust).[36][37]
- Weitere Bronzeplastiken von Lüdicke vor dem Prienavera, im Blumenbeet östlich des Alten Pfarrhof, auf dem Brunnen an der Franziska-Hager-Mittelschule sowie auf dem den Valdagnoplatz neben dem Heimatmuseum.

### Museen

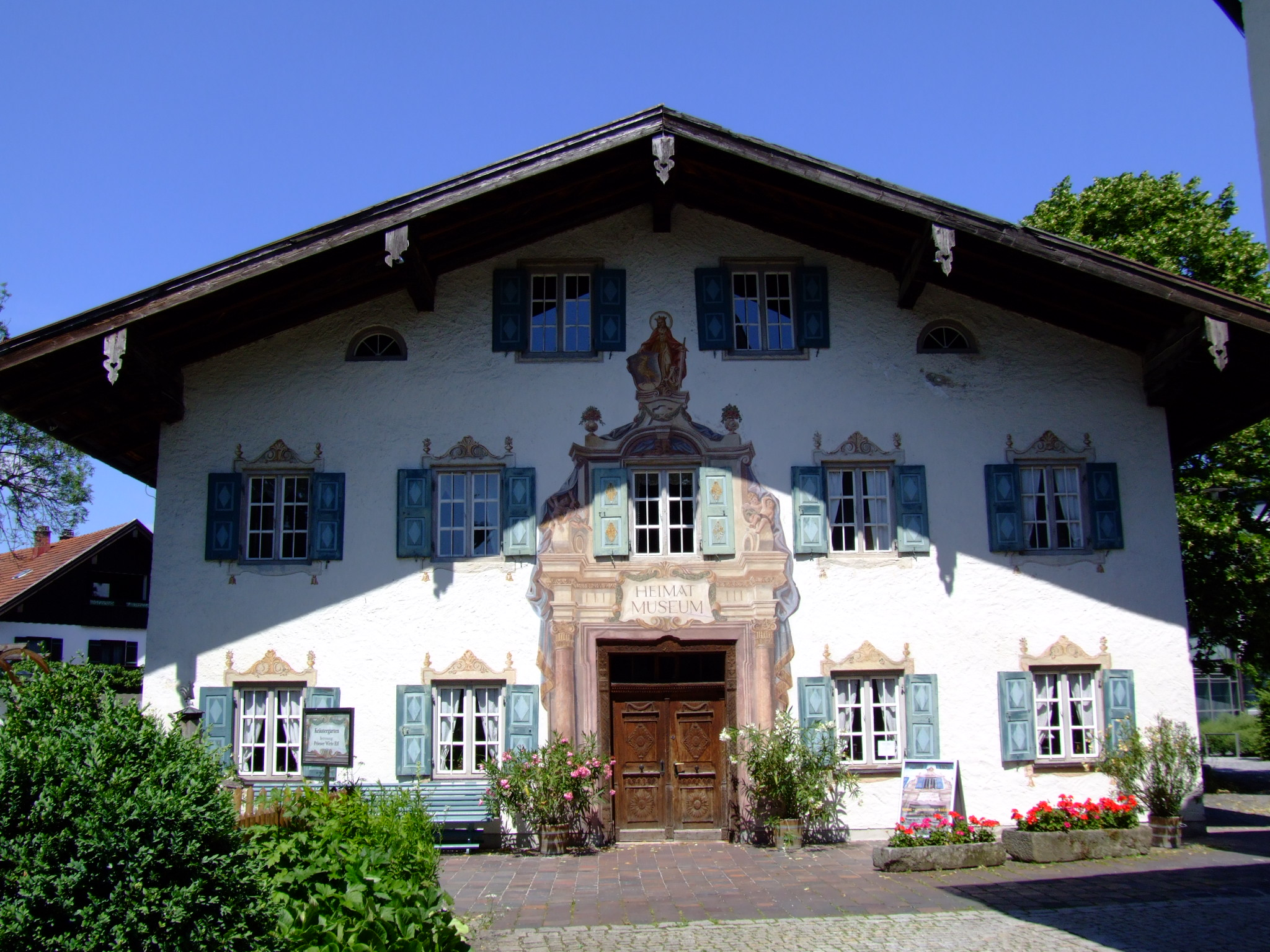
Heimatmuseum Prien

- Galerie im Alten Rathaus[38]
- Heimatmuseum Prien
- Chiemseebahn-Museum

### Regelmäßige Veranstaltungen
- Kunstausstellungen in der Galerie im Alten Rathaus[39]
- König Ludwig Saal, ehemaliger „Kursaal“ (Kongresse, Theater, musikalische Veranstaltungen)[40]
- Marktfest in der Fußgängerzone
- Priener Straßenkunstfest[41]
- Seefest im Strandbad
- Priener KunstZeit[42]
- Swinging Prien[43]
- Priener Straßenkunstfest[44]
- Jazz und Blues Open-Air „Swinging Prien“[45]
- internationales Radkriterium „Rund um den Marktplatz“ mit Rahmenprogramm (seit 1957)[46]
- Priener Christkindlmarkt[47]

## Persönlichkeiten

### Ehrenbürger
| Verleihung | Ehrenbürger              | Lebensdaten | weitere Angaben |
| ---------- | ------------------------ | ----------- | --- |
| 1887       | Heinrich Auer            | 1828–1903   | Kgl. Bezirksamtmann in Rosenheim |
| 1897       | Ludwig Kornegger         |             | Bahnmeister |
| 1898       | Josef Oberhauser         |             | Schlossermeister |
| 1899       | Anton Hager              |             | Oberlehrer |
| 1910       | Franz Paul Wiedemann     |             | Molkereibesitzer |
| 1920       | Johann Baptist Haas      |             | Kaufmann |
| 1927       | Friedrich Häringer       |             | Schuhmachermeister |
| 1929       | Franz Rappel             |             | Landwirt |
| 1929       | Georg Schelle            |             | Spenglermeister |
| 1930       | Theodor von Bomhard      |             | General der Artillerie |
| 1952       | Anna Weinhart            |             | Apothekenbesitzerin |
| 1959       | Josef Schröder           |             | Landwirt |
| 1959       | Franziska Hager          | 1874–1960   | Lehrerin und Schriftstellerin |
| 1959       | Anton Jäger              |             | Geistlicher Rat |
| 1962       | Wilhelm Mayer            |             | Oberpostmeister |
| 1969       | Ludwig Kornegger         |             | Geschäftsführer |
| 1971       | Adolf von Bomhard        | 1891–1976   | Erster Bürgermeister SS-Gruppenführer und Generalleutnant der Ordnungspolizei im Dritten Reich, unter anderem Befehlshaber der Ordnungspolizei im Reichskommissariat Ukraine. Bürgermeister von 1960 bis 1966. Im Jahr 2013 distanzierte sich der Gemeinderat einstimmig „von den Handlungen und Anordnungen des Herrn Adolf von Bomhard, die zur Verletzung der Menschenrechte im Dritten Reich geführt haben. Aufgrund der neuen Erkenntnisse würde das Ehrenbürgerrecht aus heutiger Sicht nicht mehr verliehen werden“ |
| 1975       | Andreas Bals             |             | Geistlicher Rat |
| 1978       | Franz Seebauer           | 1913–2012   | Erster Bürgermeister, Maler |
| 1995       | Paul Paulus              | 1915–2013   | Bankdirektor und Hobbymaler (Chiemsee-Maler) |
| 2001       | Franz Xaver Eisenrichter | 1928–2001   | Postbeamter und Zweiter Bürgermeister 1978–1996 |
| 2002       | Lorenz Kollmannsberger   | 1940–2009   | Zweiter Bürgermeister 1972–1978, Erster Bürgermeister 1978–2002 |
| 2008       | Michael Anner            |             | Zweiter Bürgermeister 2002–2008 |
| 2014       | Renate Hof               |             | Pfarrsekretärin, Dritte Bürgermeisterin 1996–2008, Zweite Bürgermeisterin 2008–2014, vielfältig sozial engagiert |
| 2020       | Hans-Jürgen Schuster     | 1943–2021   | Vom 01.05.2014 bis 30.04.2020 war er Zweiter Bürgermeister von Prien und ab September 2017 zusätzlich Sozialreferent. Er prägte die Ökumene in der Marktgemeinde und war vielfältig sozial engagiert |

### Söhne und Töchter des Marktes
- Martin Auer (* 1976), Jazzmusiker
- Andreas Birnbacher (* 1981), Biathlet
- Franz-Xaver Brückner (* 1987), Film- und Theaterschauspieler
- Gerhard Buchkremer (* 1943), Psychiater und Psychotherapeut
- Doris Fischer (* 1965), Wirtschaftswissenschaftlerin und Sinologin
- Wolfgang Gropper (1944–2016), Schauspieler und Theaterintendant
- Elmar Gruber (1931–2011), katholischer Pfarrer und geistlicher Schriftsteller
- Armin Hauffe (1948–1997), Journalist, Rundfunkreporter und Sportchef des Landesfunkhauses in Schleswig-Holstein
- Adam Hefter (1871–1970), Bischof der Diözese Gurk 1914–1939
- Lisa Hofer (* 1984), Schauspielerin und Drehbuchautorin
- Petrus Höhensteiger OSB (* 1963), Abt der Benediktinerabtei Schäftlarn
- Konrad Huber (1920–2015), Maler, Träger der Ehrenmünze des Marktes Prien[51]
- Lennart Jasch (* 2000), Radrennfahrer
- Klaus Kotter (1934–2010), Sportfunktionär
- Jonas Krumrey (* 2003), Fußballspieler
- Isabella Laböck (* 1986), Snowboarderin
- Carl Philip von Maldeghem (* 1969), Theaterschauspieler, -regisseur und Intendant
- Claudia Mayer (* 1984), Rechtswissenschaftlerin und Professorin
- Johann Mulzer (* 1944), Chemiker
- Maximilian Nicu (* 1982), Fußballspieler
- Florian C. Reiter (* 1948), Sinologe
- Gert Riel (* 1941), Bildhauer
- Achim Schelhas (* 1977), Schauspieler
- Harro von Senger (* 1944), Jurist und Sinologie
- Traudi Siferlinger (* 1966), Moderatorin und Musikerin
- Herbert Walter (* 1953), Bankmanager
- Bartholomäus Wappmannsberger (1894–1984), Maler
- Michaela Weingartner (* 1990), Schauspielerin
- Ludwig Weißauer (1900–1973), Jurist
- Susanne Wiesner (* 1991), Schauspielerin, Musikerin und Moderatorin
- Thorsten Zaunmüller (* 1970), Fußballtrainer
- Wolfgang Zeitlmann (* 1941), Politiker (CSU)
- Leo Zirner (* 1990), Schauspieler

### Persönlichkeiten, die in Prien gewirkt haben
- Hans Anetsberger (* 28. Oktober 1870 in München; † 22. Dezember 1942 in Prien am Chiemsee), Porträt- und Landschaftsmaler
- Johannes Fischer (* 1936 in Leipzig; † 2019), Konzertpianist und Hochschullehrer in München, lebte in Prien
- Marie Louise Fischer (* 28. Oktober 1922 in Düsseldorf; † 2. April 2005 in Prien am Chiemsee), Schriftstellerin und Kinderbuchautorin
- Oskar Gluth (* 16. September 1887 in München; † 5. Oktober 1955 in Prien am Chiemsee), Schriftsteller
- Amsi Kern (* 18. September 1922 in München; † 31. Oktober 2002 in Prien am Chiemsee), bayrische Volksschauspielerin, Leiterin des Chiemgauer Volkstheaters
- Charly Niessen (* 22. August 1923 in Wien; † 21. Februar 1990 in Prien am Chiemsee), österreichischer Komponist und Liedtexter
- Otfried Preußler (* 20. Oktober 1923 in Reichenberg; † 18. Februar 2013 in Prien am Chiemsee), Schriftsteller
- Max Reger (* 19. März 1873 in Brand/Oberpfalz; † 11. Mai 1916 in Leipzig), Komponist, Pianist und Dirigent[52]
- Paul Roloff (* 26. Januar 1877 auf Gut Jerchel/Altmark; † 29. Mai 1951 in Prien am Chiemsee), Maler, Gründungsmitglied der Freien Vereinigung Chiemgauer Künstler 1922–1933
- Friedrich Siebert (* 22. August 1903 in Neustadt an der Haardt; † 29. März 1966 in Prien am Chiemsee), Jurist, SS-Oberführer, Leiter des bayrischen Finanzministeriums und Bürgermeister von Prien am Chiemsee[53]
- Barbara Veit (* 31. Juli 1947 in München; † 21. Juli 2016 in Prien am Chiemsee), Journalistin und Schriftstellerin
- Lothar Waldmüller (* 8. April 1936 in Dessau), deutscher katholischer Theologe

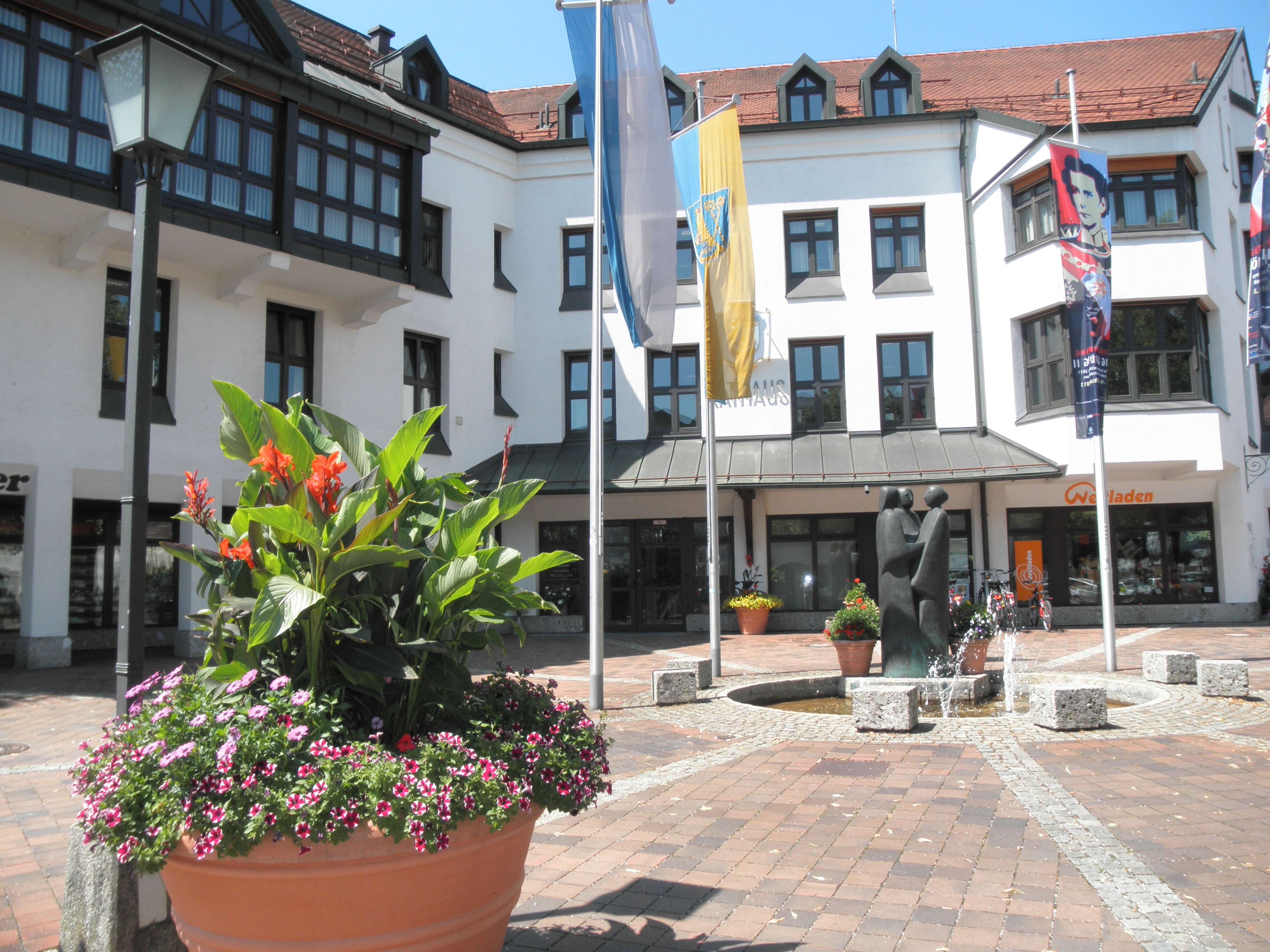
Rathaus Prien
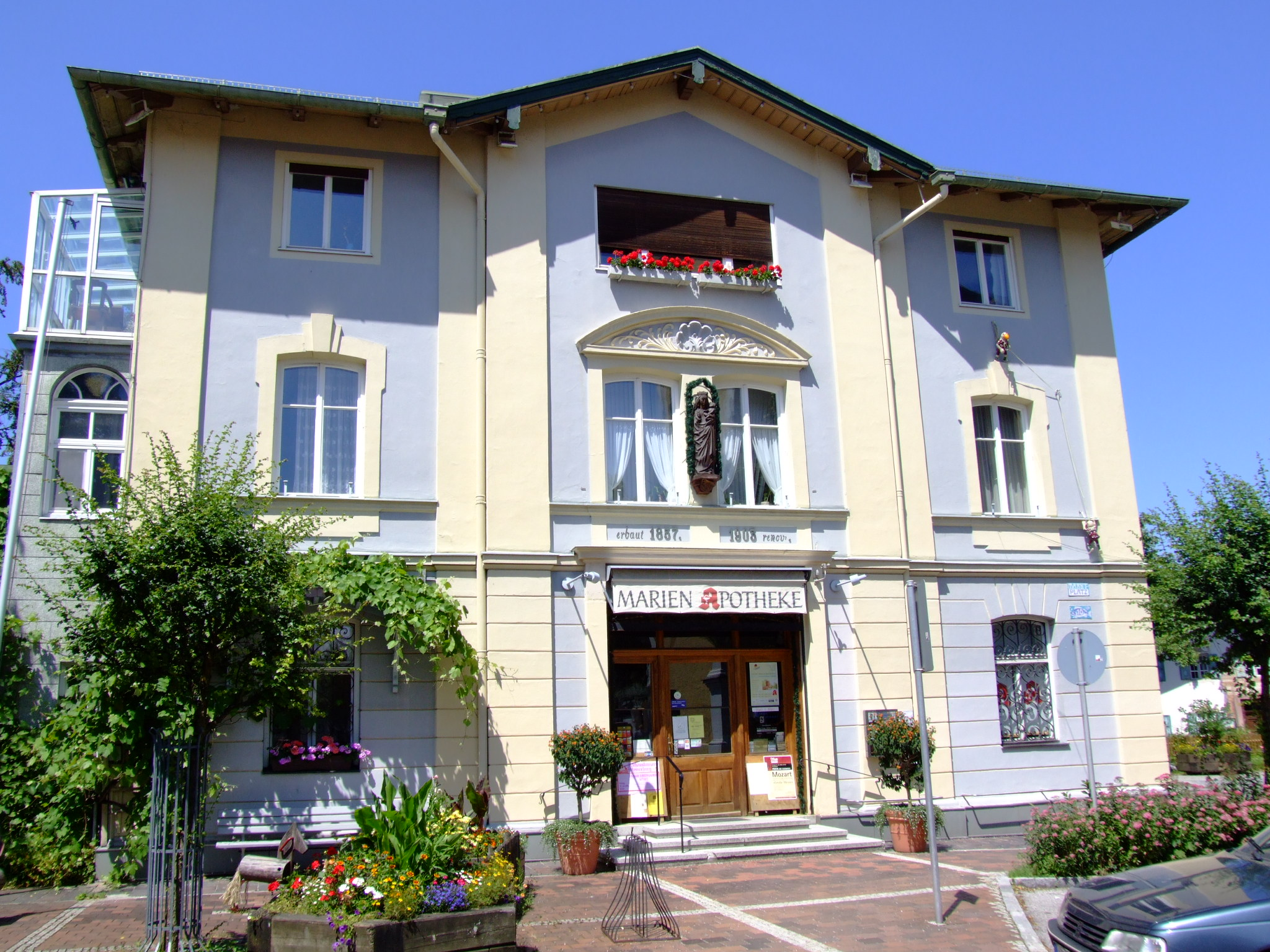
Älteste Apotheke in Prien (erbaut 1857)
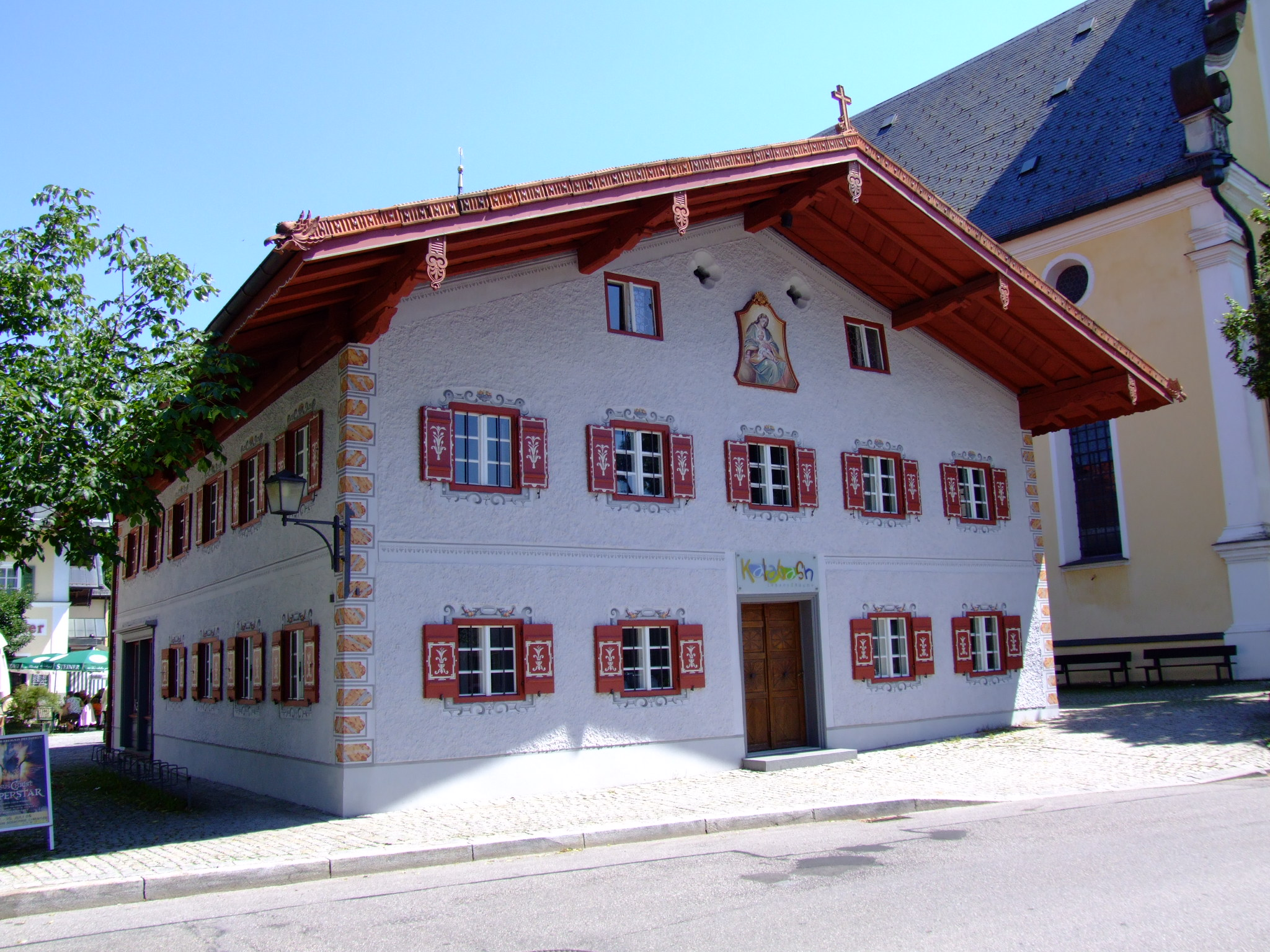
Denkmalgeschütztes Bauernhaus neben der Kirche
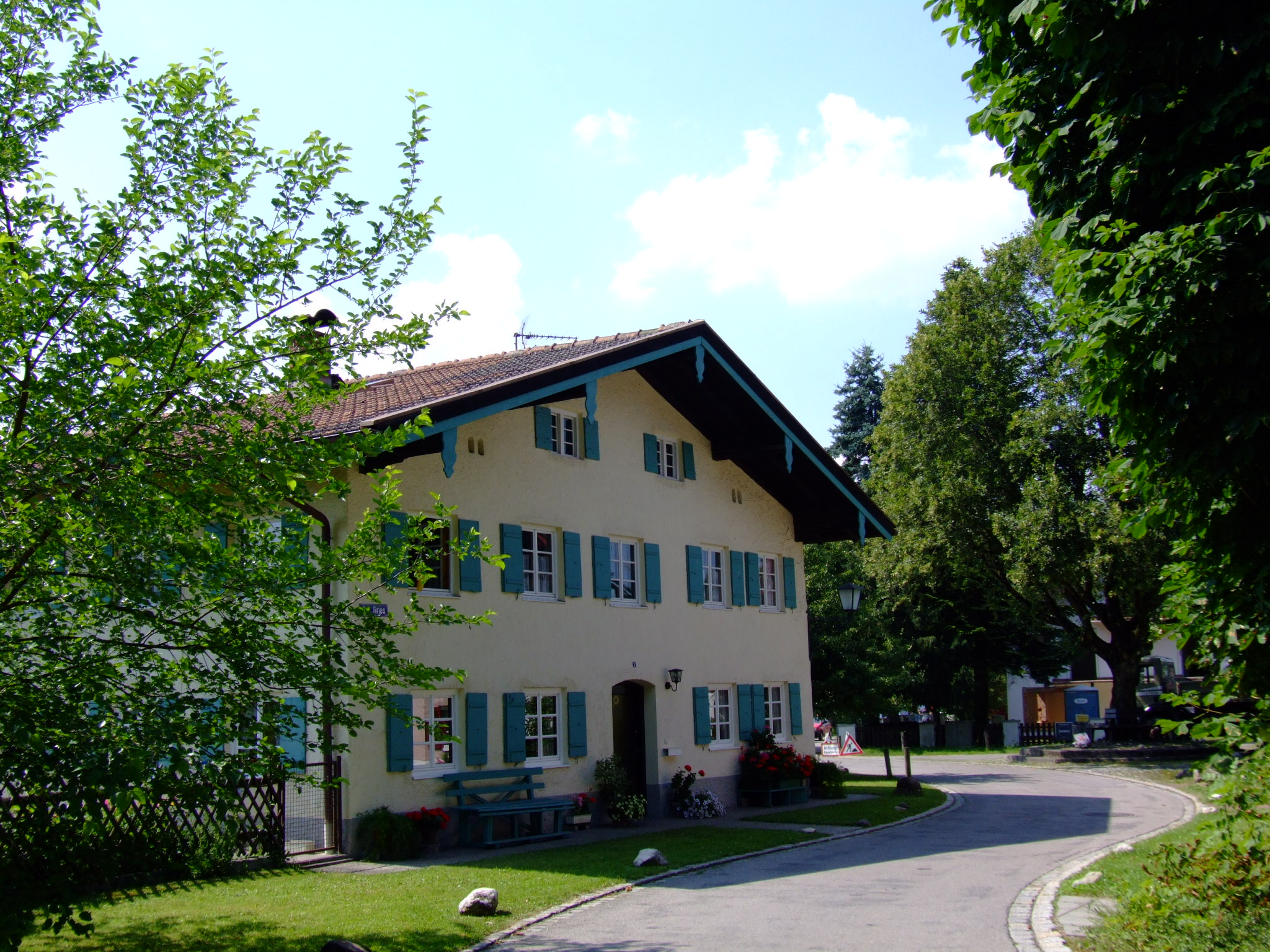
Am Gries
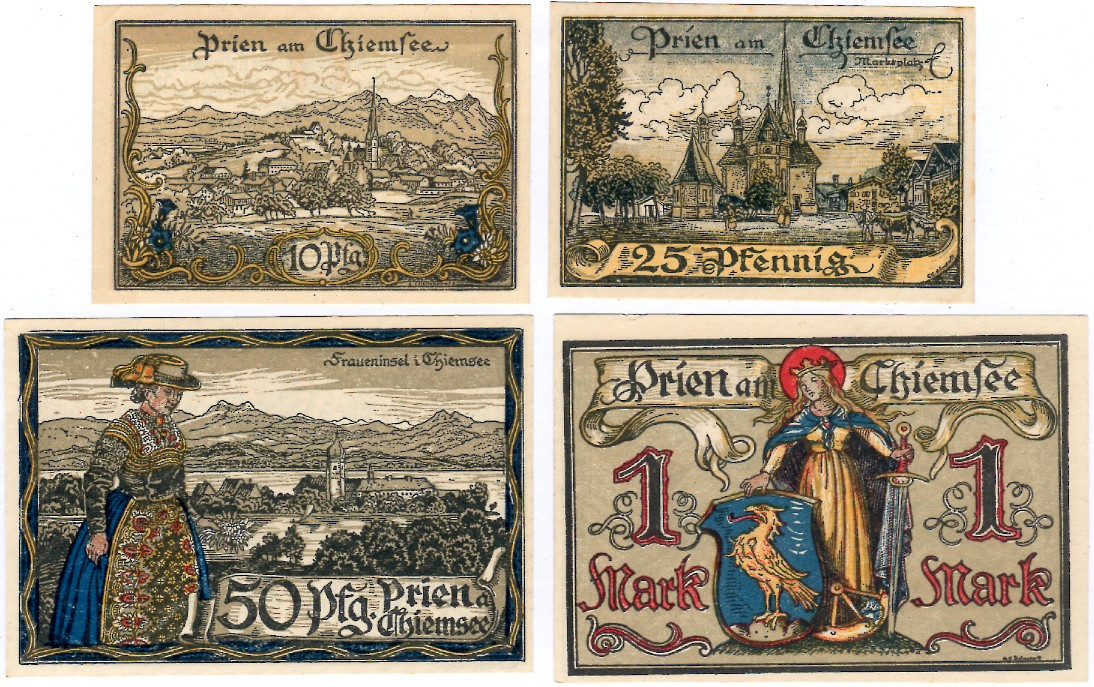
Notgeldscheine Prien (1920)
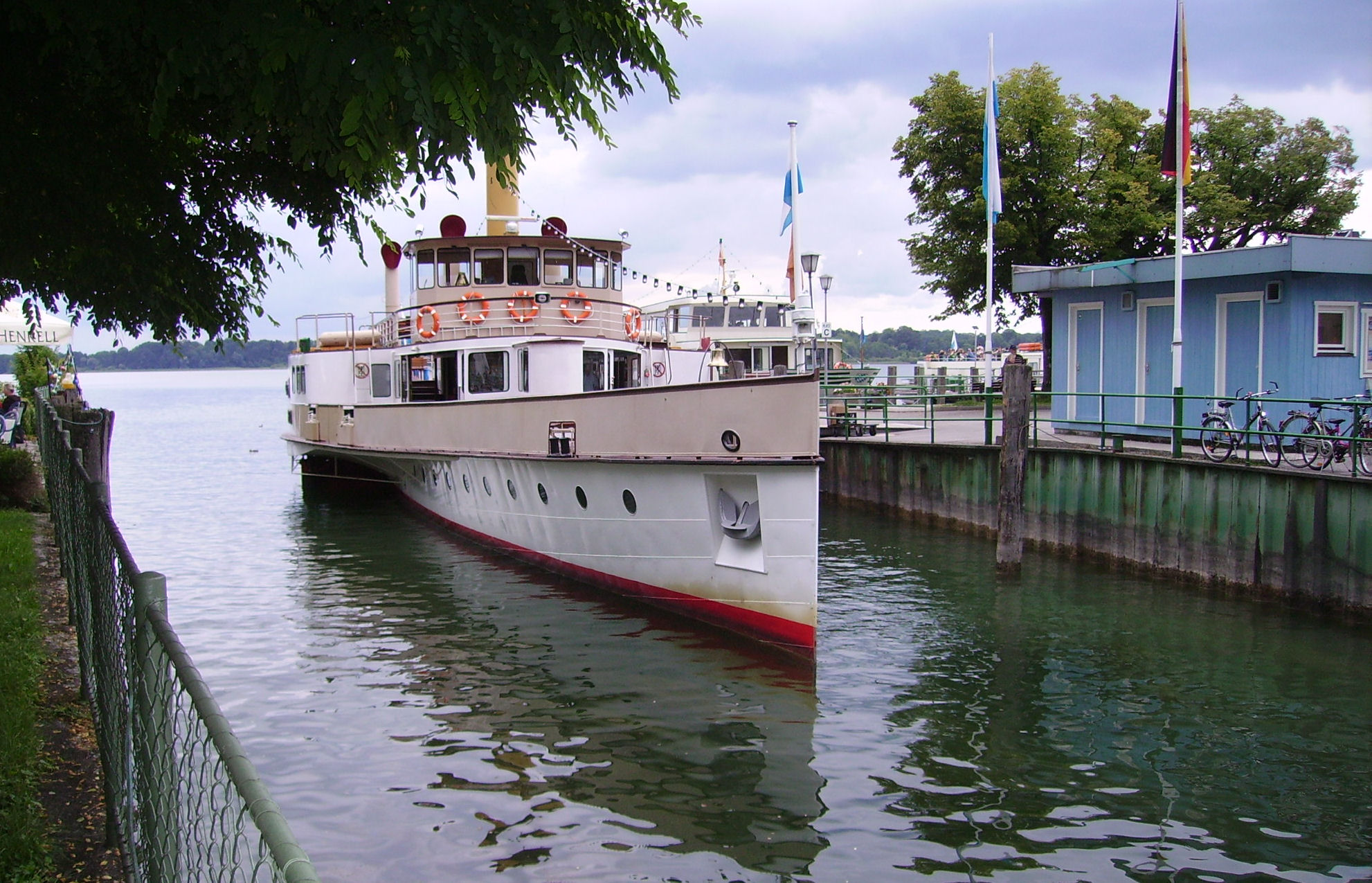
Chiemseeschifffahrt (Stock)
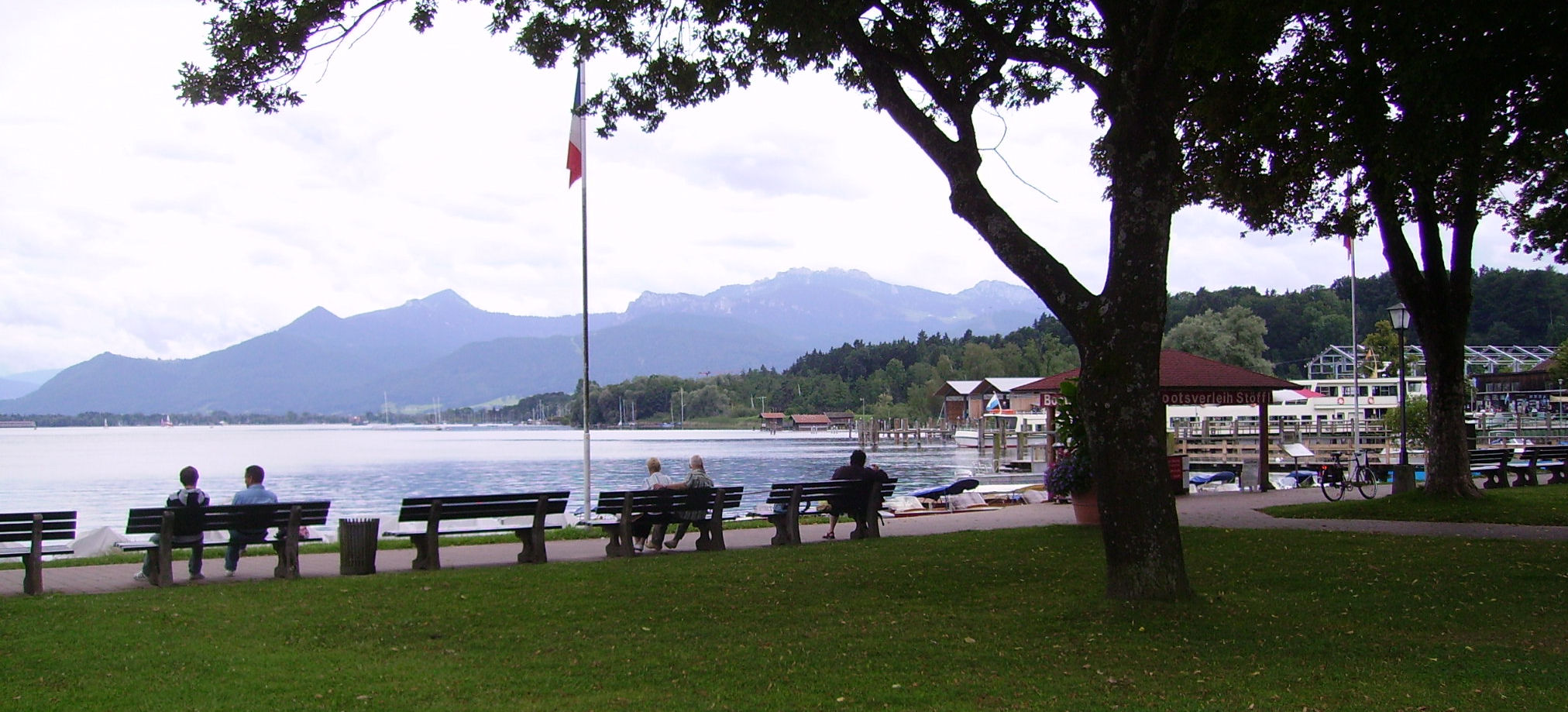
Chiemseepromenade
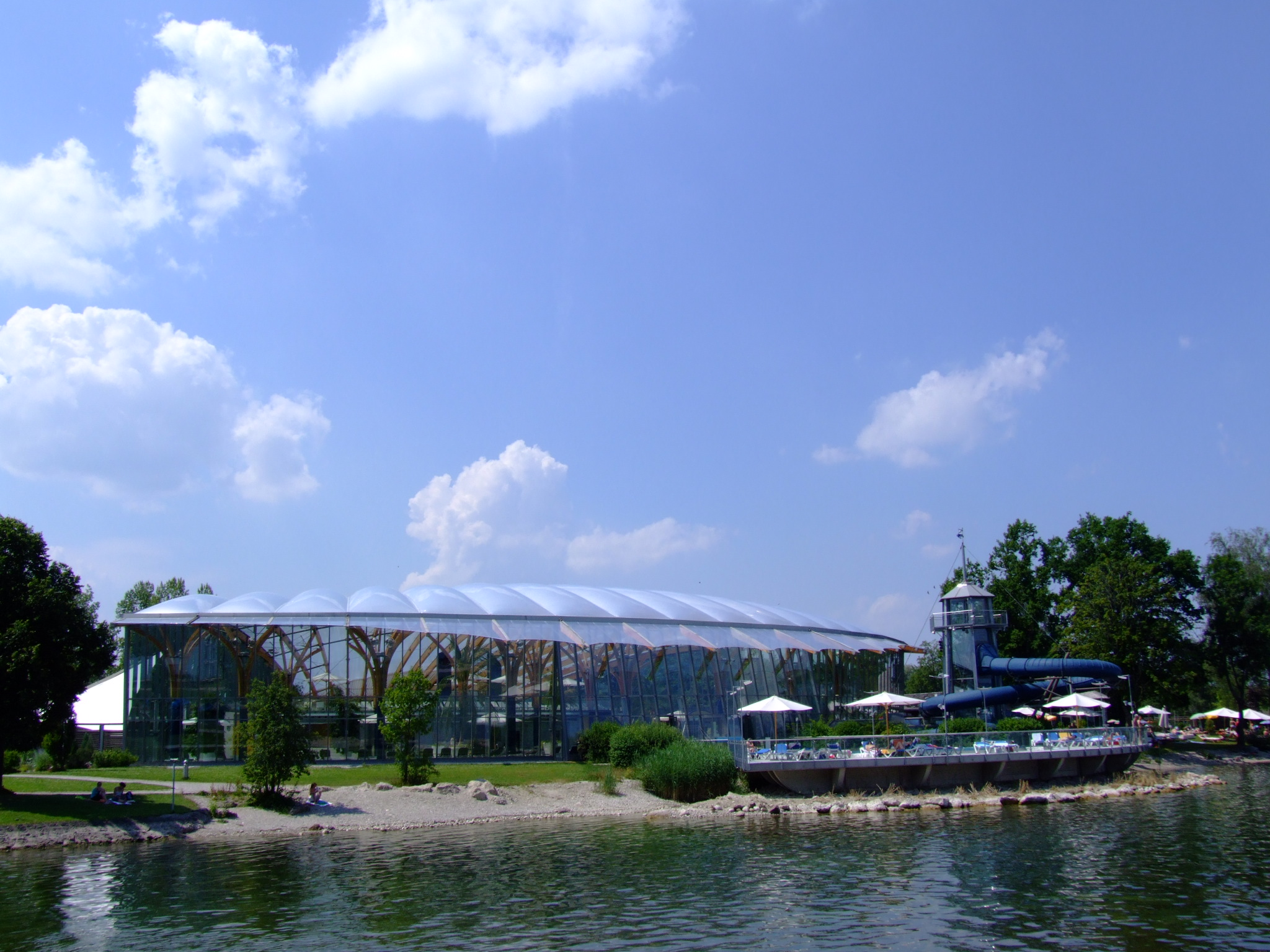
Erlebnisbad Prienavera
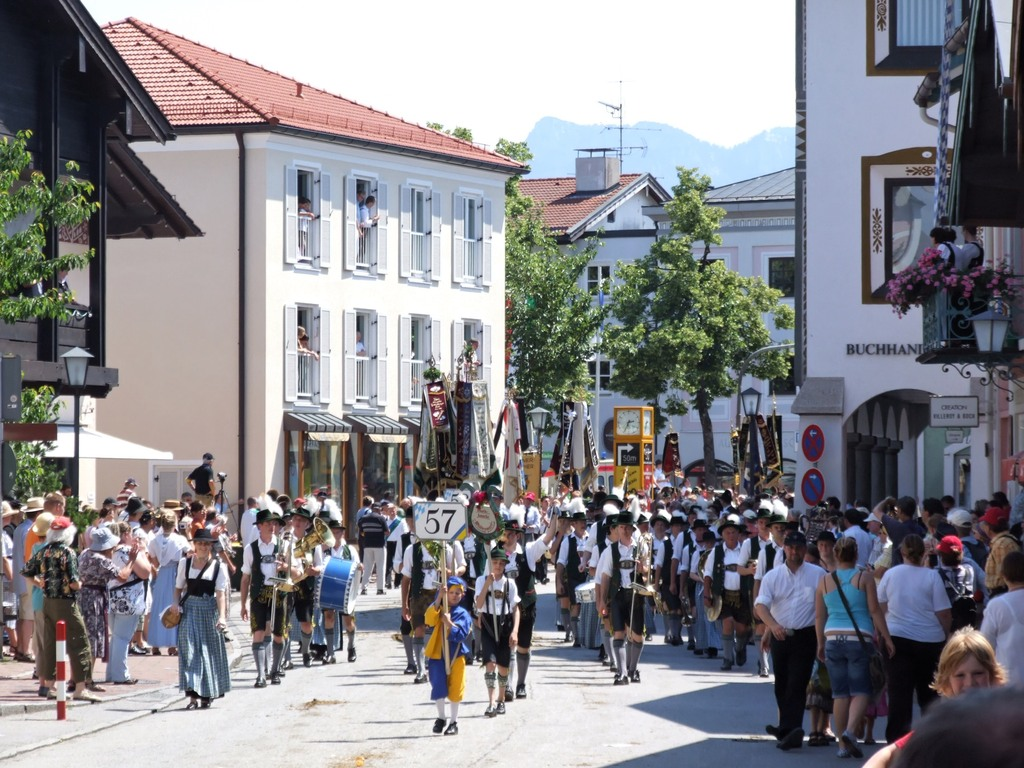
850-Jahr-Feier
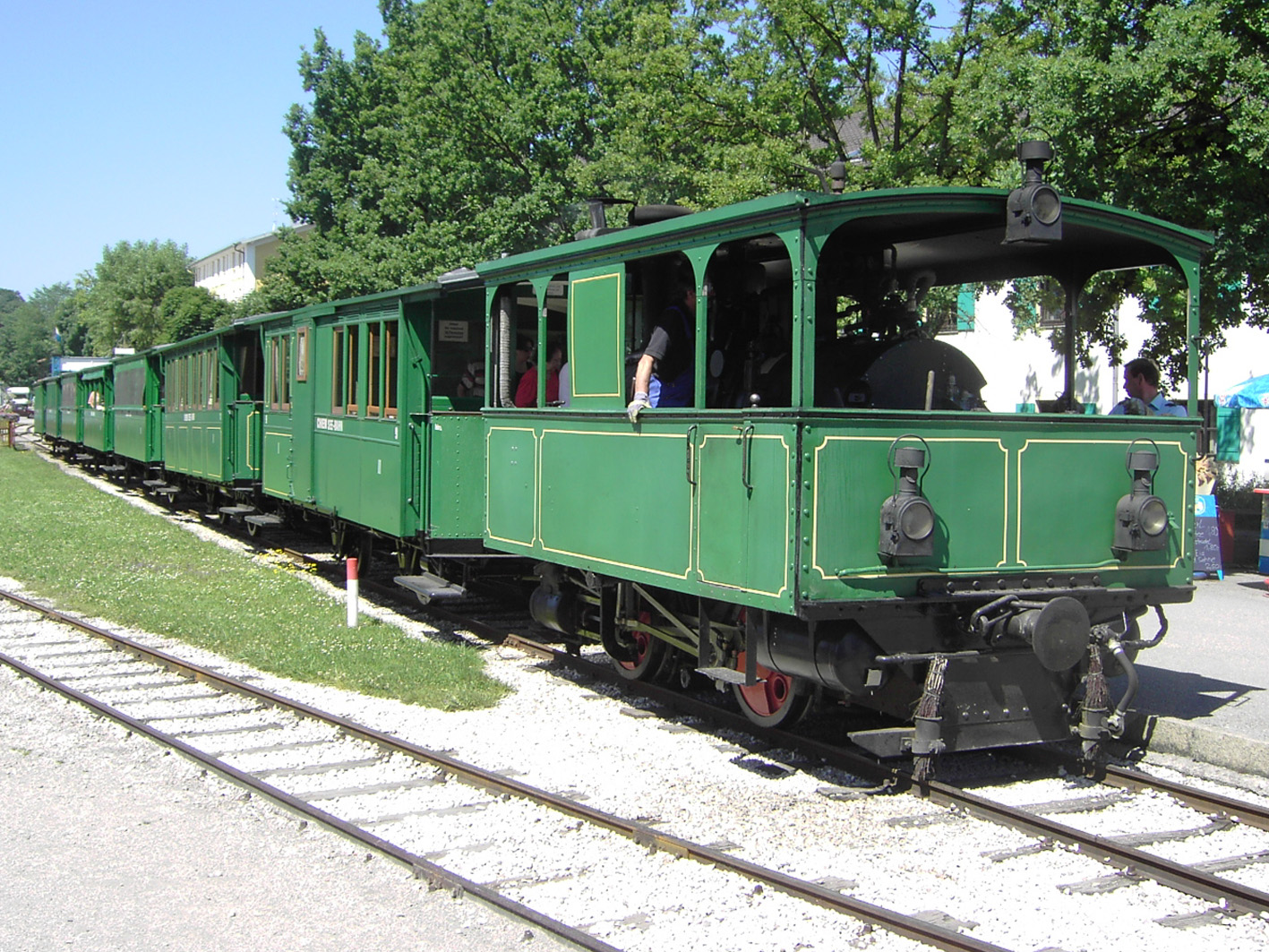
Chiemsee-Bahn